# 480 kilomètres de Dijon 1990
Navigation
Édition précédente
Les 480 kilomètres de Dijon 1990, disputées le 22 juillet 1990 sur le Circuit de Dijon-Prenois, sont la cinquième manche du Championnat du monde des voitures de sport 1990.

## La course

### Classement de la course
Voici le classement officiel au terme de la course,.
- Les premiers de chaque catégorie du championnat du monde sont signalés par un fond jaune.
- Pour la colonne Pneus, il faut passer le curseur au-dessus du modèle pour connaître le manufacturier de pneumatiques.
- Les voitures ne réussissant pas à parcourir 75% de la distance du gagnant sont non classées (NC).

| Pos   | Classe | no  | Écurie                              | Pilotes                              | Châssis                                  | Pneus | Tours | Temps               |
| Pos   | Classe | no  | Écurie                              | Pilotes                              | Moteur                                   | Pneus | Tours | Temps               |
| ----- | ------ | --- | ----------------------------------- | ------------------------------------ | ---------------------------------------- | ----- | ----- | ------------------- |
| 1     | C      | 1   | Team Sauber Mercedes                | Mauro Baldi Jean-Louis Schlesser     | Mercedes-Benz C11                        | G     | 127   | 2 h 39 min 03 s 603 |
| 1     | C      | 1   | Team Sauber Mercedes                | Mauro Baldi Jean-Louis Schlesser     | Mercedes-Benz M119 5.0L V8 Turbo         | G     | 127   | 2 h 39 min 03 s 603 |
| 2     | C      | 2   | Team Sauber Mercedes                | Jochen Mass Michael Schumacher       | Mercedes-Benz C11                        | G     | 127   | + 03 s 845          |
| 2     | C      | 2   | Team Sauber Mercedes                | Jochen Mass Michael Schumacher       | Mercedes-Benz M119 5.0L V8 Turbo         | G     | 127   | + 03 s 845          |
| 3     | C      | 23  | Nissan Motorsports International    | Julian Bailey Mark Blundell          | Nissan R90CK                             | D     | 126   | + 1 tour            |
| 3     | C      | 23  | Nissan Motorsports International    | Julian Bailey Mark Blundell          | Nissan VHR35Z 3.5L Turbo V8              | D     | 126   | + 1 tour            |
| 4     | C      | 4   | Silk Cut Jaguar                     | Andy Wallace Jan Lammers             | Jaguar XJR-11                            | G     | 125   | + 2 tours           |
| 4     | C      | 4   | Silk Cut Jaguar                     | Andy Wallace Jan Lammers             | Jaguar JV6 3.5L Jaguar JV6 3.5L V6 Turbo | G     | 125   | + 2 tours           |
| 5     | C      | 3   | Silk Cut Jaguar                     | Martin Brundle Alain Ferté           | Jaguar XJR-11                            | G     | 125   | + 2 tours           |
| 5     | C      | 3   | Silk Cut Jaguar                     | Martin Brundle Alain Ferté           | Jaguar JV6 3.5L Jaguar JV6 3.5L V6 Turbo | G     | 125   | + 2 tours           |
| 6     | C      | 22  | Spice Engineering                   | Wayne Taylor Eliseo Salazar          | Spice SE90C                              | G     | 124   | + 3 tours           |
| 6     | C      | 22  | Spice Engineering                   | Wayne Taylor Eliseo Salazar          | Ford Cosworth DFR 3.5L V8 Atmo           | G     | 124   | + 3 tours           |
| 7     | C      | 7   | Joest Porsche Racing                | Bob Wollek Frank Jelinski            | Porsche 962C                             | M     | 124   | + 3 tours           |
| 7     | C      | 7   | Joest Porsche Racing                | Bob Wollek Frank Jelinski            | Porsche Type-935 3.2L Flat-6 Turbo       | M     | 124   | + 3 tours           |
| 8     | C      | 8   | Joest Porsche Racing                | Jonathan Palmer David Hobbs          | Porsche 962C                             | M     | 122   | + 5 tours           |
| 8     | C      | 8   | Joest Porsche Racing                | Jonathan Palmer David Hobbs          | Porsche Type-935 3.2L Flat-6 Turbo       | M     | 122   | + 5 tours           |
| 9     | C      | 6   | Joest Porsche Racing                | Henri Pescarolo Jean-Louis Ricci     | Porsche 962C                             | G     | 121   | + 6 tours           |
| 9     | C      | 6   | Joest Porsche Racing                | Henri Pescarolo Jean-Louis Ricci     | Porsche Type-935 3.0L Flat-6 Turbo       | G     | 121   | + 6 tours           |
| 10    | C      | 13  | Courage Compétition                 | Pascal Fabre Lionel Robert           | Cougar C24S                              | G     | 121   | + 6 tours           |
| 10    | C      | 13  | Courage Compétition                 | Pascal Fabre Lionel Robert           | Porsche Type-935 3.0L Flat-6 Turbo       | G     | 121   | + 6 tours           |
| 11    | C      | 16  | Brun Motorsport                     | Jesús Pareja Walter Brun             | Porsche 962C                             | Y     | 121   | + 6 tours           |
| 11    | C      | 16  | Brun Motorsport                     | Jesús Pareja Walter Brun             | Porsche Type-935 3.0L Flat-6 Turbo       | Y     | 121   | + 6 tours           |
| 12    | C      | 15  | Brun Motorsport                     | Oscar Larrauri Harald Huysman        | Porsche 962C                             | Y     | 121   | + 6 tours           |
| 12    | C      | 15  | Brun Motorsport                     | Oscar Larrauri Harald Huysman        | Porsche Type-935 3.0L Flat-6 Turbo       | Y     | 121   | + 6 tours           |
| 13    | C      | 30  | GP Motorsport                       | Jari Nurminen (en) Beppe Gabbiani    | Spice SE90C                              | D     | 120   | + 7 tours           |
| 13    | C      | 30  | GP Motorsport                       | Jari Nurminen (en) Beppe Gabbiani    | Ford Cosworth DFZ 3.5L V8 Atmo           | D     | 120   | + 7 tours           |
| 14    | C      | 28  | Chamberlain Engineering             | Nick Adams Charles Zwolsman Sr.      | Spice SE89C                              | G     | 120   | + 7 tours           |
| 14    | C      | 28  | Chamberlain Engineering             | Nick Adams Charles Zwolsman Sr.      | Ford Cosworth DFZ 3.5L V8 Atmo           | G     | 120   | + 7 tours           |
| 15    | C      | 33  | Konrad Motorsport Dauer Racing (en) | Jochen Dauer (de) Bobby Unser        | Porsche 962C                             | BF    | 120   | + 7 tours           |
| 15    | C      | 33  | Konrad Motorsport Dauer Racing (en) | Jochen Dauer (de) Bobby Unser        | Porsche Type-935 3.0L Flat-6 Turbo       | BF    | 120   | + 7 tours           |
| 16    | C      | 16  | Brun Motorsport                     | Bernard Santal Walter Brun           | Porsche 962C                             | Y     | 118   | + 9 tours           |
| 16    | C      | 16  | Brun Motorsport                     | Bernard Santal Walter Brun           | Porsche Type-935 3.0L Flat-6 Turbo       | Y     | 118   | + 9 tours           |
| 17    | C      | 27  | Obermaier Primagaz                  | Otto Altenbach                       | Porsche 962C                             | G     | 117   | + 10 tours          |
| 17    | C      | 27  | Obermaier Primagaz                  | Otto Altenbach                       | Porsche Type-935 3.0L Flat-6 Turbo       | G     | 117   | + 10 tours          |
| 18    | C      | 19  | Porsche Kremer Racing Convector     | Anthony Reid Jürgen Barth            | Porsche 962C                             | D     | 117   | + 10 tours          |
| 18    | C      | 19  | Porsche Kremer Racing Convector     | Anthony Reid Jürgen Barth            | Porsche Type-935 3.0L Flat-6 Turbo       | D     | 117   | + 10 tours          |
| 19    | C      | 12  | Courage Compétition                 | Michel Trollé Bernard Thuner         | Cougar C24S                              | G     | 117   | + 10 tours          |
| 19    | C      | 12  | Courage Compétition                 | Michel Trollé Bernard Thuner         | Porsche Type-935 3.0L Flat-6 Turbo       | G     | 117   | + 10 tours          |
| 20    | C      | 116 | Konrad Motorsport                   | Franz Konrad Harri Toivonen          | Porsche 962CK6                           | G     | 116   | + 11 tours          |
| 20    | C      | 116 | Konrad Motorsport                   | Franz Konrad Harri Toivonen          | Porsche Type-935 3.0L Flat-6 Turbo       | G     | 116   | + 11 tours          |
| 21    | C      | 24  | Nissan Motorsports International    | Kenny Acheson Gianfranco Brancatelli | Nissan R90CK                             | D     | 116   | + 11 tours          |
| 21    | C      | 24  | Nissan Motorsports International    | Kenny Acheson Gianfranco Brancatelli | Nissan VHR35Z 3.5L V8 Turbo              | D     | 116   | + 11 tours          |
| 22    | C      | 39  | Swiss Team Salamin                  | Antoine Salamin Luigi Taverna        | Porsche 962C                             | G     | 115   | + 12 tours          |
| 22    | C      | 39  | Swiss Team Salamin                  | Antoine Salamin Luigi Taverna        | Porsche Type-935 3.0L Flat-6 Turbo       | G     | 115   | + 12 tours          |
| 23    | C      | 34  | Equipe Alméras Fréres               | Jacques Alméras Jean-Marie Alméras   | Porsche 962C                             | G     | 115   | + 12 tours          |
| 23    | C      | 34  | Equipe Alméras Fréres               | Jacques Alméras Jean-Marie Alméras   | Porsche Type-935 3.0L Flat-6 Turbo       | G     | 115   | + 12 tours          |
| 24    | C      | 10  | Porsche Kremer Racing               | Sarel van der Merwe                  | Porsche 962CK6                           | Y     | 114   | + 13 tours          |
| 24    | C      | 10  | Porsche Kremer Racing               | Sarel van der Merwe                  | Porsche Type-935 3.0L Flat-6 Turbo       | Y     | 114   | + 13 tours          |
| 25    | C      | 40  | The Berkeley Team London            | Ranieri Randaccio "Stingbrace"       | Spice SE89C                              | G     | 106   | + 21 tours          |
| 25    | C      | 40  | The Berkeley Team London            | Ranieri Randaccio "Stingbrace"       | Ford Cosworth DFZ 3.5L V8 Atmo           | G     | 106   | + 21 tours          |
| Nc.   | C      | 35  | Louis Descartes                     | François Migault                     | ALD C289                                 | D     | 88    | + 39 tours          |
| Nc.   | C      | 35  | Louis Descartes                     | François Migault                     | Ford Cosworth DFL 3.5L V8 Atmo           | D     | 88    | + 39 tours          |
| Dsq.† | C      | 29  | Chamberlain Engineering             | Philippe de Henning John Williams    | Spice SE89C                              | G     | 89    | Disqualifié         |
| Dsq.† | C      | 29  | Chamberlain Engineering             | Philippe de Henning John Williams    | Ford Cosworth DFZ 3.5L V8 Atmo           | G     | 89    | Disqualifié         |
| Abd.  | C      | 21  | Spice Engineering                   | Fermín Vélez Cor Euser               | Spice SE90C                              | G     | 117   | Moteur              |
| Abd.  | C      | 21  | Spice Engineering                   | Fermín Vélez Cor Euser               | Ford Cosworth DFR 3.5L V8 Atmo           | G     | 117   | Moteur              |
| Abd.  | C      | 20  | Team Davey                          | Tim Lee-Davey                        | Porsche 962C                             | D     | 80    | Moteur              |
| Abd.  | C      | 20  | Team Davey                          | Tim Lee-Davey                        | Porsche Type-935 3.0L Flat-6 Turbo       | D     | 80    | Moteur              |
| Abd.  | C      | 9   | Joest Porsche Racing                | "John Winter" Stanley Dickens        | Porsche 962C                             | M     | 57    | Porte du pilote     |
| Abd.  | C      | 9   | Joest Porsche Racing                | "John Winter" Stanley Dickens        | Porsche Type-935 3.2L Flat-6 Turbo       | M     | 57    | Porte du pilote     |
| Abd.  | C      | 37  | Toyota Team Tom's                   | Geoff Lees John Watson               | Toyota 90C-V                             | B     | 9     | Moteur              |
| Abd.  | C      | 37  | Toyota Team Tom's                   | Geoff Lees John Watson               | Toyota R36V 3.6L V8 Turbo                | B     | 9     | Moteur              |
| Abd.  | C      | 36  | Toyota Team Tom's                   | Johnny Dumfries Roberto Ravaglia     | Toyota 90C-V                             | B     | 7     | Moteur              |
| Abd.  | C      | 36  | Toyota Team Tom's                   | Johnny Dumfries Roberto Ravaglia     | Toyota R36V 3.6L V8 Turbo                | B     | 7     | Moteur              |
| Abd.  | C      | 14  | Richard Lloyd Racing                | Manuel Reuter James Weaver           | Porsche 962C GTi                         | G     | 0     | Accident            |
| Abd.  | C      | 14  | Richard Lloyd Racing                | Manuel Reuter James Weaver           | Porsche Type-935 3.0L Flat-6 Turbo       | G     | 0     | Accident            |
| Abd.  | C      | 26  | Obermaier Primagaz                  | Harald Grohs                         | Porsche 962C                             | G     | 0     | Accident            |
| Abd.  | C      | 26  | Obermaier Primagaz                  | Harald Grohs                         | Porsche Type-935 3.0L Flat-6 Turbo       | G     | 0     | Accident            |

† - La Spice SE89C n°29 de l'écurie Chamberlain Engineering a été disqualifiée pour avoir pris un raccourci afin de rentrer au stand.

## Pole position et record du tour
- Pole position :  Jean-Louis Schlesser (#1 Team Sauber Mercedes) en 1 min 05 s 527
- Meilleur tour en course :  Jean-Louis Schlesser (#1 Team Sauber Mercedes) en 1 min 08 s 973

## À noter
- Longueur du circuit : 3,800 km
- Distance parcourue par les vainqueurs : 482,600 km